# Ай Ли
Ай Ли (кит. 艾黎; род. 1947) — тайваньская актриса и фотомодель.
Дочь генерала армии Тайваня. Актёрскую карьеру начала в 1965 году со съёмок в картинах известных режиссёров — Ли Ханьсяна и Ли Сина. За роль в фильме «Памятник целомудрию» в 1967 году получила специальную награду «Лучший молодой исполнитель» (第十四届亚洲影展新人特别奖) на Азиатско-тихоокеанском кинофестивале. В 1968 году вышло ещё четыре фильма с её участием. Однако уже в следующем году актриса появилась обнажённой в американской версии журнала Playboy (декабрь 1968 года), что положило конец её актёрской карьере.
В начале 70-х годов девушка перебралась в Гонконг, где появилась в эпизодических ролях в нескольких картинах. В 1970 году вышла замуж и эмигрировала в США.